# Kelly Conlon
Kelly Conlon (ur. 19 marca 1969) – amerykański muzyk, kompozytor i instrumentalista, basista.
Był członkiem grupy muzycznej Death, w latach 1994-1995. Wraz z zespołem nagrał wydany w 1995 roku album Symbolic. Następnie na krótko związał się z grupą Monstrosity, z którą nagrał dwie płyty: Millennium (1996) i In Dark Purity (1999). Od 1998 roku współtworzy progmetalową formację Infinity Minus One. W latach 2000–2001 jako muzyk koncertowy współpracował z grupą Tony'ego Lazaro - Vital Remains. Natomiast od 2007 roku występuje w black-death metalowej formacji Fires of Babylon. W 2008 roku dołączył do power metalowej grupy Pessimist. Od 2010 roku gra w melodic deathmetalowym zespole Wynterborne. W 2011 roku został członkiem power-thrash metalowej grupy Temple of Blood. Tego samego roku dołączył do death-thrash metalowej formacji Sargon.